# Torpedo sinuspersici
Torpedo sinuspersici ist eine Rochenart aus der Familie der Zitterrochen. Er lebt hauptsächlich im Westen des Indischen Ozeans, wird aber auch entlang der Südost-Afrikanischen Küste, im Roten Meer, im Arabischen Meer, in der Andamanensee, vor Sri Lanka und im Persischen Golf gesichtet. Es wird vermutet, dass sich die Art in ihrem weiten Verbreitungsgebiet in Unterarten gliedert, detailliertere Beschreibungen zu deren Bestimmung liegen bislang jedoch nicht vor.

## Merkmale
Torpedo sinuspersici hat die typische etwas breitere als lange Scheibenform seiner Familie, und ist mit einer Länge von bis zu 1,30 Meter eine große Rochenart. Rücken und Schwanz sind hellbraun mit deutlich abgehobenen, unregelmäßigen weißen oder cremefarbenen Flecken. Er erreicht ein Gewicht von bis zu 13 Kilogramm.

## Lebensweise
Torpedo sinuspersici lebt hauptsächlich in flachem Wasser über sandigem Grund, meist in der Nähe von Riffen, und ernährt sich von kleineren Fischen.